# Dioon sonorense
Dioon sonorense — вид голонасінних рослин класу саговникоподібні (Cycadopsida). Синоніми: Dioon edule sonorense, Dioon tomasellii sonorense.

## Опис
Рослини деревовиді. Листки темно-сіро-зелені, тьмяні. Листові фрагменти лінійні, не серпоподібні; середні фрагменти 10—18 см завдовжки, шириною 4—7 мм. Пилкові шишки вузькояйцевиді. Насіннєві шишки яйцеподібні. Насіння яйцеподібне, саркотеста кремова або біла.

## Поширення, екологія
Країни поширення: Мексика (Сіналоа, Сонора). Цей вид трапляється від високогірних пустель до дубових рідколісь, як правило, на крутих стінах каньйону або схилах у надзвичайно сухих умовах. Рослини є і в перехідній зоні між дубово-сосновим лісом і тропічним листяним шиповим лісом.

## Загрози та охорона
Рослини були зібрані для виробництва алкогольного напою. Субпопуляції також були знищені через браконьєрство. Зміна клімату також, здається, впливає на ці рослини. Великі зразки були знайдені з мертвими стеблами внаслідок дефіциту води, але вони брунькують знову на основі.